# Pietro Spada (pintor)
Pietro Spada (Leporano, Italia, 8 de julio de 1927 - Montevideo, Uruguay, 27 de diciembre de 2014) fue un pintor, ebanista y coleccionista de platería criolla del Río de la Plata. Fue discípulo y amigo del artista español Esteban Lisa quien le transmitió una concepción mística del arte por medio de la abstracción pictórica.

## Biografía
De origen italiano con ascendencia sefardí, nació el 8 de julio de 1927 en Leporano, provincia de Tarento, Italia. En 1937 emigra a Buenos Aires, Argentina, junto a su madre y su hermana. Allí realizará sus estudios primarios, culminados en 1942. En 1946 Comienza su formación con el pintor Esteban Lisa, quien impartía clases de dibujo y pintura en la Escuela de Adultos.
En 1948 se matricula en la Escuela Nacional de Artes donde concurre hasta 1952. Al siguiente año, estudia dibujo y pintura en la Escuela de Bellas Artes Manuel Belgrano, compaginando sus estudios académicos con el trabajo de ebanista, llegando a tener su propio taller.
En 1955 fue colaborador en la creación de la Escuela de Arte Moderno “Las cuatro dimensiones” del pintor y profesor Esteban Lisa, ubicada en la calle Rivadavia 1966 de Buenos Aires.
En 1957 se radica en Montevideo, Uruguay. Allí continúa sus estudios en arte, y mantiene un fluido contacto con el profesor Esteban Lisa. Al poco tiempo de radicarse dictó clases de dibujo y pintura por un corto tiempo.
El 23 de marzo de 1959 recibe en el Aeropuerto de Carrasco a Esteban Lisa y su señora, quienes llegaban a Uruguay por primera vez. Entre 1959 y 1963 colabora con Esteban Lisa para que pudiese dictar sus conferencias en el Ateneo de Montevideo y otros centros culturales.
En 1974 contrae matrimonio con Ida Kassja Budkiewicz.
Su hermana María Spada fallece en 2002 afectando a Pietro Spada, quien decide abandonar la pintura hasta el año 2009.
En 2010 realiza el libro "Esteban Lisa. Homenaje de su alumno Pietro Spada" como forma de agradecimiento a su maestro y amigo.
El 20 de diciembre de 2014 expone sus obras en la Fundación Atchugarry, en Maldonado, en una muestra denominada "Lo trascendente en el arte. Esteban Lisa / Pietro Spada"
Fallece el 27 de diciembre de 2014 en Montevideo.

## Exposiciones
- 2014: "Lo trascendente en el arte. Esteban Lisa / Pietro Spada". Fundación Atchugarry, Maldonado, Uruguay.
- 2017: "Esteban Lisa / Pietro Spada - Encuentro Artístico". Centro cultural San Clemente, Toledo, España.
- 2017: "Esteban Lisa / Pietro Spada". Museo de Ciudad real. Convento de la Merced. Castilla - La Mancha - España.
- 2017: "Esteban Lisa / Pietro Spada". Centro Sefarad-Israel. Madrid, España.
- 2018: "Spada, su visión cósmica. Búsqueda, esencia y armonía en el arte". Museo Gurvich, Montevideo, Uruguay.
- 2019: "Lisa - Spada: un diálogo eterno". Museo del Gaucho y la Moneda/Fundación Banco República. Montevideo, Uruguay.
- 2019: "Vanguardias". Sala Dalmau. Barcelona, España.
- 2019: "Esteban Lisa - Pietro Spada". Artur Ramon Art. Barcelona, España.

## Publicaciones sobre el artista
- 2014: "Lo trascendente en el Arte - Diálogo Esteban Lisa y Pietro Spada -HOMENAJE" por Graziella Basso.
- 2018: "Esteban Lisa/Pietro Spada. Encuentro artístico" - Catálogo editado por la Sociedad de Amigos Sierra de San Vicente, Toledo, 2018.
- 2018: "La semblanza de Pietro. Lo trascendente en el arte. Esteban Lisa - Pietro Spada" por Graziella Basso en el catálogo "Spada, su visión cósmica. Búsqueda, esencia y armonía en el arte". Museo Gurvich, Montevideo.
- 2018: "Pietro Spada y Esteban Lisa: dos vidas artísticas paralelas" por Julio Sánchez Gil en el catálogo "Spada, su visión cósmica. Búsqueda, esencia y armonía en el arte". Museo Gurvich, Montevideo.
- 2018: "Armonía y poesía en la obra de Pietro Spada" por Concepción Virgili en el catálogo "Spada, su visión cósmica. Búsqueda, esencia y armonía en el arte". Museo Gurvich, Montevideo.
- 2018: "Pietro Spada. La humildad del buen artista" por Esther Bendahan en el catálogo  "Spada, su visión cósmica. Búsqueda, esencia y armonía en el arte". Museo Gurvich, Montevideo.
- 2018: "Dibujos" por Ramón Cuadra en el catálogo "Spada, su visión cósmica. Búsqueda, esencia y armonía en el arte". Museo Gurvich, Montevideo.
- 2018: "La visión cósmica del artista italiano Pietro Spada llega por primera vez a Montevideo" por El Observador.[1]
- 2018: "SPADA, su visión cósmica en el Museo Gurvich" por María Eugenia Méndez, publicado en De Norte a Sur (Nueva York).[2]
- 2019: "Lisa-Spada, maestro-alumno: un diálogo eterno" por Graziella Basso en el catálogo Lisa-Spada: Un Diálogo Eterno. Fundación Banco República, Montevideo.
- 2019: "Pietro spada y Esteban Lisa dos vidas paralelas en torno a la pintura" por Julio Sánchez Gil en el catálogo Lisa-Spada: Un Diálogo Eterno. Fundación Banco República, Montevideo.
- 2019: "Pietro Spada: Un camino hacia la abstracción" por Concepción Virgili, publicado en La Mañana (Montevideo).[3]
- 2019: "Un redescubrir de las VANGUARDIAS en la Sala Dalmau de Barcelona" por María Eugenia Méndez, publicado en De Norte a Sur (Nueva York).[4]
- 2019: "Petro Spada - Espeban Lisa. Maestro y discípulo" por la galería Artur Ramon Art.
- 2019: "Vanguardias" por la Sala Dalmau.